# Кочеткова, Елизавета Дмитриевна
Елизавета Дмитриевна Кочеткова (род. 28 сентября 2004, Москва, Россия) — российский театральный режиссёр, автор спектакля-дискуссии "Один", победитель Всероссийского конкурса «Большая перемена».

## Биография
Родилась 28 сентября 2004 года в Москве.
С 12 лет снимается в кино и сериалах.
В декабре 2021 года в Детском музыкальном театре юного актера в Москве состоялся премьерный показ авторского спектакля "Один", пьесу которого написала и поставила самостоятельно. Спектакль посвящен теме буллинга в подростковом обществе.
Также в 2021 году, представив проект "Один", стала обладательницей ежегодной просветительской премии "Знание".
В апреле 2021 года, спектакль "Один" транслировался на телеканале "Культура".
Поставила спектакль-перфоманс "Один", в рамках финала Всероссийского конкурса «Большая перемена», во всероссийском детском лагере "Артек".
После чего, в ноябре 2021 года спектакль о буллинге получает грант в размере одного миллиона рублей
В 2022 году дала интервью информационному агентству "РИА Новости", рассказав о том, как подростку поставить в театре свой спектакль.

## Режиссёрские работы
- 2021 — "Один"

## Награды
| Год  | Конкурс/премия                             | Номинация                            | Результат |
| ---- | ------------------------------------------ | ------------------------------------ | --------- |
| 2021 | Всероссийский конкурс "Большая перемена"   | «Победитель всероссийского конкурса» | Победа    |
| 2021 | Eжегодная просветительская премия "Знание" | "Лучший просветительский проект"     | Победа    |